# Liste des maladies animales à déclaration obligatoire en France
Pour les autres articles nationaux ou selon les autres juridictions, voir Maladie animale à déclaration obligatoire.
En France, la liste des maladies animales à déclaration obligatoire est définie dans le code rural et contient les maladies réputées contagieuses (MRC). Celles-ci sont soumises à une réglementation particulière (en raison de leur impact sur la santé publique, socio-économique, sanitaire) prévoyant une intervention adaptée immédiate de l'État lors de toute suspicion de l'une d'entre elles afin d'empêcher leur diffusion et d'assurer leur éradication.
Les maladies réputées contagieuses figurent dans une nomenclature fixée par décret (article L. 223-2 du code rural). Elles sont soumises à déclaration obligatoire et donnent lieu à l'application de mesures de police sanitaire. La liste de ces MRC évolue en fonction de la réglementation européenne et des listes A ou B de l'OIE (listes réunissant les principales maladies contagieuses susceptibles d'entraîner des restrictions commerciales lors d'échanges internationaux).

## Liste des maladies à déclaration obligatoire en France
1. Aethina tumida
2. Anaplasmose bovine
3. Artérite virale équine
4. Botulisme
5. Brucellose
6. Chlamydiose aviaire ou ornitopsittacose
7. Encéphalite japonaise
8. Encéphalite West Nile
9. Encéphalopathie subaiguë spongiforme transmissible (ESST)
10. Epididymite contagieuse ovine
11. Fièvre aphteuse
12. Leucose bovine enzootique
13. Lymphangite épizootique
14. Métrite contagieuse équine
15. Salmonellose aviaire
16. Salmonellose porcine
17. Tuberculose
18. Tularémie
19. Variole du singe
20. varroose, voir Varroa